# Cohors II Gemina Ligurum et Corsorum

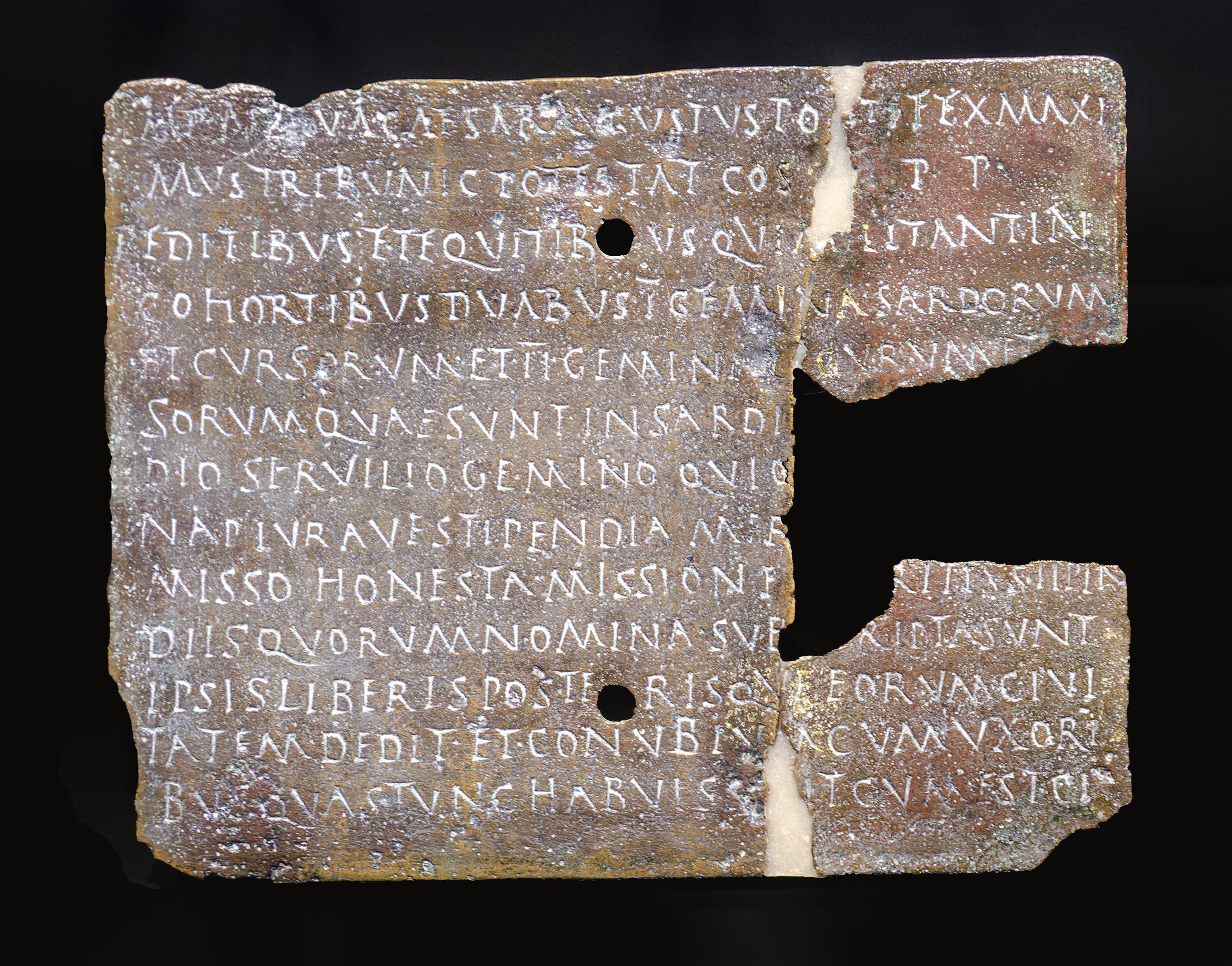
Das Militärdiplom vom 10. Oktober 96

Die Cohors II Gemina Ligurum et Corsorum (deutsch 2. Kohorte Gemina der Ligurer und Korsen) war eine römische Auxiliareinheit. Sie ist durch Militärdiplome und Inschriften belegt. In den Inschriften wird sie als Cohors Ligurum bezeichnet.

## Namensbestandteile
- Cohors: Die Kohorte war eine Infanterieeinheit der Auxiliartruppen in der römischen Armee.

- II: Die römische Zahl steht für die Ordnungszahl die zweite (lateinisch secunda). Daher wird der Name dieser Militäreinheit als Cohors secunda .. ausgesprochen.

- Gemina: (lateinisch Geminus Zwillings-).

- Ligurum et Corsorum: der Ligurer und Korsen. Die Kohorte entstand wahrscheinlich im späten 1. Jh. n. Chr., als aus drei in der Provinz Sardinia stationierten Einheiten, der Cohors I Corsorum, der Cohors Ligurum und der Cohors I Sardorum zwei neue Einheiten gebildet wurden: die Cohors I Gemina Sardorum et Corsorum und die Cohors II Gemina Ligurum et Corsorum.[1]

Da es keine Hinweise auf die Namenszusätze milliaria (1000 Mann) und equitata (teilberitten) gibt, ist davon auszugehen, dass es sich um eine reine Infanterie-Kohorte, eine Cohors (quingenaria) peditata, handelt. Die Sollstärke der Einheit lag bei 480 Mann, bestehend aus 6 Centurien mit jeweils 80 Mann.

## Geschichte
Die Kohorte war in den Provinzen Sardinia und Syria stationiert. Sie ist auf Militärdiplomen für die Jahre 88 bis 153 n. Chr. aufgeführt.
Eine Cohors Ligurum ist in Sardinia erstmals durch die Inschrift (AE 1892, 137) nachgewiesen, die auf 54/68 datiert wird. Der erste Nachweis der Cohors II Gemina Ligurum et Corsorum beruht auf einem Diplom, das auf 88 datiert ist. In dem Diplom wird die Kohorte als Teil der Truppen aufgeführt, die in der Provinz stationiert waren. Weitere Diplome, die auf 96 bis 102 datiert sind, belegen die Einheit in derselben Provinz.
Die Kohorte wurde wahrscheinlich im Zusammenhang mit dem Partherkrieg Trajans nach Syria verlegt. Der erste Nachweis der Einheit in Syria beruht auf Diplomen, die auf 129 datiert sind. In den Diplomen wird die Kohorte als Teil der Truppen (siehe Römische Streitkräfte in Syria) aufgeführt, die in der Provinz stationiert waren. Weitere Diplome, die auf 144 bis 153 datiert sind, belegen die Einheit in derselben Provinz.

## Standorte
Standorte der Kohorte sind nicht bekannt. 

## Angehörige der Kohorte
Folgende Angehörige der Kohorte sind bekannt.

### Kommandeure
| - Lucius Terentius Serenus: er wird auf dem Diplom von 102 als Kommandeur genannt. | - T(itus) Flav[ius] []gnus: er wird auf dem Diplom von 96 als Kommandeur genannt. |

### Sonstige
| - [?], ein Reiter (AE 2014, 542) - C(aius) Cassius Blaesianus, ein Decurio (AE 1892, 137) - Hannibal, ein Fußsoldat: das Diplom von 102 wurde für ihn ausgestellt. | - L(ucius) Valer(ius) Felix, ein Centurio (CIL 5, 7426) - M(arcus) Iunius Germanus, ein Signifer (AE 1994, 795) - Tunila: das Diplom von 96 wurde für ihn ausgestellt. |